# Исая Солунски
Исая е просветен деец от ранното Българско възраждане.

## Биография
Монах Исая е по произход руснак. В 1833 година българският шивашки еснаф в Солун, съставен предимно от дебрани, крушевчани и кичевчани, го улавя за славянски килиен учител. Ученици са му децата предимно на по-главните майстори, общо 16. Училището на монах Исая се помещава в една стая, вероятно в Папуджи хан. Учениците учели църковнославянско писмо, но без книги. Исая преподава в Солун две години. Учениците му са тези, които подбуждат бащите си за отваряне на българска църква и българско училище в града.